# Lokalna grupa działania
Lokalna grupa działania (w skrócie „LGD”) – rodzaj partnerstwa terytorialnego tworzonego najczęściej na obszarach wiejskich, zrzeszającego przedstawicieli lokalnych organizacji (z sektora publicznego, prywatnego i pozarządowego) oraz mieszkańców danego obszaru wyznaczonego granicą gmin członkowskich. W Polsce podstawą prawną funkcjonowania LGD są ustawy: o wspieraniu rozwoju obszarów wiejskich oraz o stowarzyszeniach.
Członkami tych organizacji mogą być m.in. przedstawiciele samorządów gmin, placówek oświaty, kultury, parafii, organizacji i stowarzyszeń działających na danym terenie, firm, spółdzielni itp., a także zwykli mieszkańcy. LGD rejestrowane są w Krajowym Rejestrze Sądowym jako stowarzyszenia "specjalne", posiadają statut i wybrane władze: radę, zarząd i komisję rewizyjną. Najważniejszym gremium decyzyjnym LGD jest zgromadzenie członków. Obecnie w radach LGD przedstawiciele sektora publicznego nie mogą stanowić więcej niż 50% składu.
LGD przygotowuje Lokalną Strategię Rozwoju. Obszar nią objęty powinien być spójny terytorialnie i liczyć co najmniej 30 tys. i nie więcej niż 150 tys. mieszkańców. Po akceptacji LGD przez samorząd danego województwa, może ona korzystać z funduszy Unii Europejskiej. Najczęściej wykorzystywane są środki Europejskiego Funduszu Rolnego na rzecz Rozwoju Obszarów Wiejskich, rozdzielanego w ramach Programu Rozwoju Obszarów Wiejskich, aczkolwiek LGD mogą korzystać także z innych funduszy.